# Новгородская первая летопись
Новгоро́дская пе́рвая ле́топись (Новгородская I летопись, НIЛ, Н1Л, НПЛ) — русская летопись, древнейший сохранившийся памятник новгородского летописания, отражающий ранний этап его развития. Содержит многочисленные важные сведения по истории Великого Новгорода и других русских земель. Важнейший письменный источник по истории и культуре Новгородской республики. Наряду с «Повестью временных лет», ключевой памятник для реконструкции наиболее ранних этапов русского летописания.

## Текстология

### Списки
Известна в двух изводах (редакциях). К старшему изводу относится единственный пергаменный Синодальный список XIII—XIV веков (хранится в ГИМ) — древнейшая сохранившаяся русская летописная рукопись. Список дефектный, утрачены первые 16 тетрадей и тетрадь в середине с изложением событий 1273—1298 годов. Синодальный список состоит из двух разновремённых частей: первая часть (известия 1016—1234) с почерком XIII века, вторая (известия 1234—1330) с почерком первой половины XIV века. На трёх дополнительных листах имеются записи за 1331—1352, выполненные различными почерками.

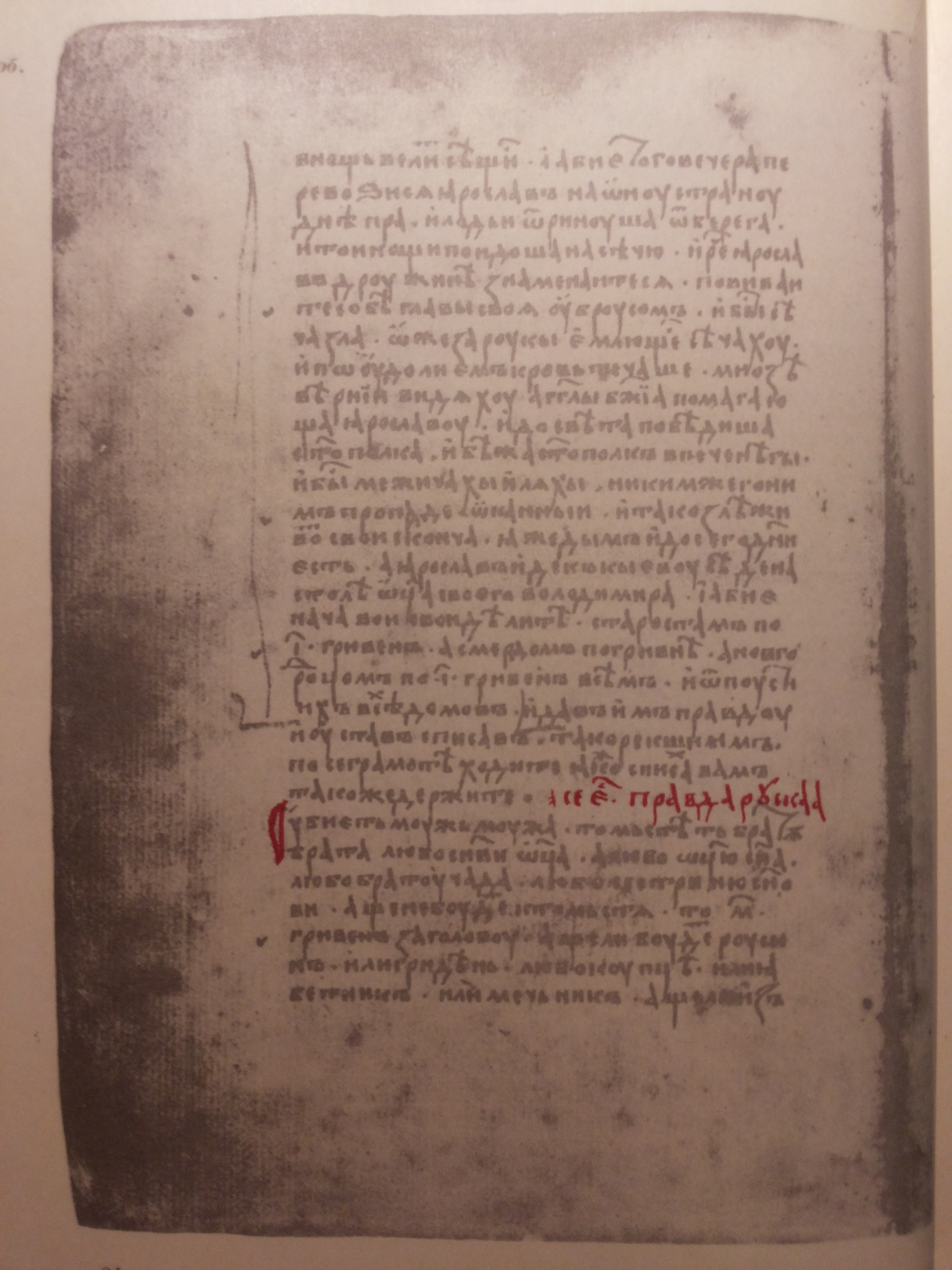
Комиссионный список 1440-е годов, начало текста Русской Правды (статья под 1016 годом)

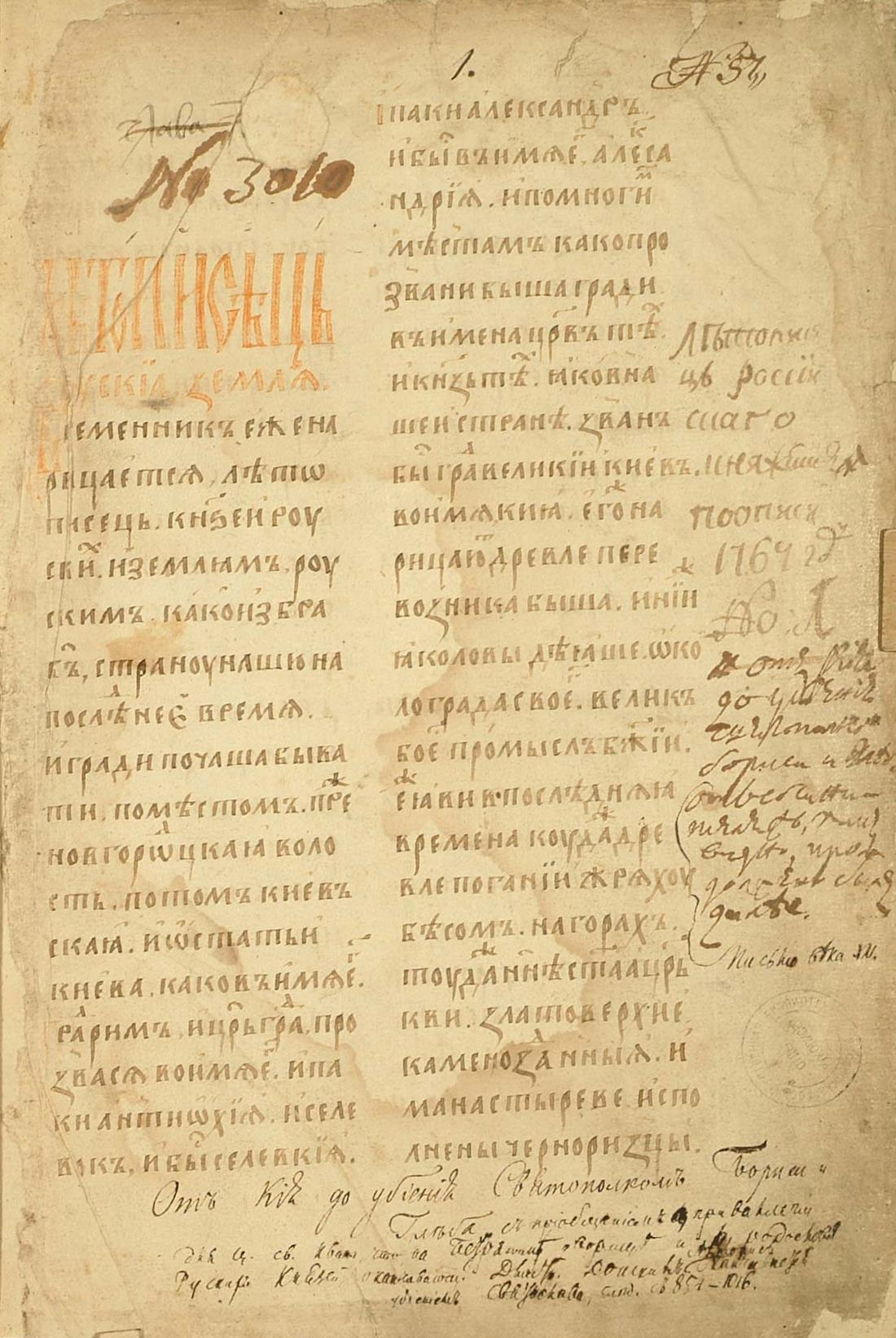
Троицкий список 1560-х годов

Младший извод представлен девятью списками XV—XIX веков. Самые ранние из них — Комиссионный 1440-х годов (хранится в Архиве Санкт-Петербургского института истории РАН) и Академический также 1440-х годов (хранится в Библиотеке РАН). В основной части Комиссионного списка изложение доведено до 1439 года и имеет продолжение до 1446 года, другой рукой на другой бумаге. У Академического списка утрачено окончание. Судя по снятым с него в XVIII веке копиям, он оканчивался статьёй 1444 года. В Комиссионном списке отсутствует вступление, которое есть в Толстовском списке.

### История
По мнению А. А. Шахматова и других исследователей, изучавших «Повесть временных лет», Новгородскую первую летопись и ряд других сводов, самый ранний новгородский летописный памятник был создан между 1039 и 1042 годами и представлял собой копию или сокращённую выборку одной из киевских летописей, возможно, «Древнейшего свода». Эта новгородская летопись несистематически пополнялась до 1079 года. Согласно гипотезе А. А. Шахматова, разделяемой большинством современных учёных, в древнейшей части младшего извода Новгородской первой летописи отражён киевский «Начальный свод» 1090-х годов, который составил основу «Повести временных лет». Шахматов считал, что текст «Начального свода» был включён в Новгородскую первую летопись в XV веке и заменил собой текст «Повести временных лет». В настоящее время эта гипотеза отклонена. Считается, что на «Начальном своде», продолженном записями до 1115 года, новгородское летописание основывалось уже на княжеском своде 1110-х годов. Согласно реконструкции А. А. Гиппиуса и Т. В. Гимона, около 1093 года на основе новгородского летописания и киевского «Начального свода» был составлен Новгородский свод. Текст киевского летописного источника, использованный до 1016 полностью, а далее — в виде краткой выборки. В 1110-х годах (около 1115 года) последний был дополнен выписками из киевского летописания и краткими записями новгородских событий конца XI — начала XII веков и создан княжеский свод Всеволода. С этого времени, как предполагается, погодные записи стали вестись регулярно. Вскоре после составления этот свод был продолжен погодными записями, сделанными княжескими, а с начала 1130-х годов — епископскими летописцами. Предположительно во второй половине 1160-х годов Германом Воятой был составлен Новгородский владычный свод, продолженный им до 1188 года. Владычное летописание (летописание при Новгородской архиепископской (владычной) кафедре, при новгородском Софийском соборе) велось почти без перерывов до 1430-х годов — так называемая Новгородская владычная летопись. Предполагается, что, по крайней мере, до конца XIV века рукопись владычной летописи («официальный экземпляр», по выражению М. Д. Присёлкова) полностью не заменялась, хотя некоторые её листы и тетради могли заменяться на отредактированные. Гиппиус считает также, что Герман Воята создал летописный свод Юрьева монастыря, который около 1195 года лёг в основу нового свода того же монастыря.
В XII — первой половине XV веков на основе Новгородской владычной летописи формируется текст Новгородской первой летописи, известной в двух изводах (редакциях). Младший извод за 1074—1330 годы сходен с Синодальным списком, что объясняется происхождением обоих изводов от общего протографа — Новгородской владычной летописи. В целом, согласно Гиппиусу, Синодальный список отражает более раннее, а списки младшего извода через ряд промежуточных списков — более позднее состояние одного, «официального» экземпляра владычной летописи. Гиппиус определяет Новгородскую первую летопись как группу летописных памятников, которая наиболее полно отразила Новгородскую владычную летопись, официальную летопись Новгородской республики.
Массив погодных записей Новгородской первой летописи в известиях с середины 1110-х годов уникален по своей протяжённости и текстологической однородности. Это позволяет на его примере проследить периодичность пополнения летописных текстов, динамику смены летописцев, а также индивидуальные особенности их языка и стиля. Согласно анализу языковой разнородности летописи, особенно значительной в первой части Синодального списка, где эта неоднородность проявляется даже в орфографии, пополнение владычной летописи носило организованный характер. Смена архиепископа регулярно была причиной смены летописца. В литературном плане текст Новгородской первой летописи также неоднороден, от кратких известий XI — начала XII веков, до насыщенного авторскими комментариями подробного рассказа о событиях середины XIII века. В XIII веке новгородским владычным летописцем был пономарь Тимофей, оставивший о себе упоминания в статье 1230 года. В 1260-х годах он исполнял обязанности владычного секретаря, его рукой написаны договоры Новгорода с великим князем владимирским Ярославом Ярославичем.
Помимо выдержек из Хроники Георгия Амартола, Новгородская первая летопись содержит цитаты из источника (источников), не привлекавшихся составителем «Повести временных лет», что, по мнению И. Н. Данилевского, свидетельствует о вторичности Новгородской первой летописи по отношению к тексту «Повести временных лет», сохранившемуся в Лаврентьевской и Ипатьевской летописях.

### Дополнительные источники
Кроме общего источника, Новгородской владычной летописи, старший и младший изводы Новгородской первой летописи имели свои дополнительные источники.
Непосредственным оригиналом Синодального списка в части до 1195 года была дополненная местными записями копия владычной летописи, которая была начата священником Германом Воятой между 1144 и 1188 годами. Ряд исследователей связывали эту летопись с церковью святого Якова в Людине или Неревском конце Новгорода (Д. И. Прозоровский, М. П. Погодин, А. А. Шахматов, Д. С. Лихачёв, Г. И. Вздорнов, В. Л. Янин), другие — с Юрьевым монастырём (И. М. Троцкий, В. Водов). В Юрьеве монастыре были сделаны записи на последних листах списка.
Дополнительными источниками младшего извода были Житие Александра Невского, отразившиеся фрагментами под 1240/1241, 1242/1243, 1246/1247, 1251/1252, Сказание об убиении в Орде князя Михаила Черниговского и его боярина Феодора (6753) и рассказ о Куликовской битве 1380 года из раннемосковского летописного текста. Эти известия, предположительно, были включены при переписке владычной летописи в самом конце XIV — начале XV века.

### Датировка известий
По данным Н. Г. Бережкова, до XIII века в Новгородской первой летописи нет так называемых ультрамартовских статей. В описании событий 1205—1212 годов имеется путаница: присутствуют как ультрамартовские обозначения (6714—6716 (1205—1207)), превышающие мартовские на две единицы (6717—6719, 6721, 6722 (1207—1209, 1211, 1212)), на три единицы (6720 (1209)). Далее ультрамартовские статьи встречаются лишь в виде исключения (6726—6728, 6730, 6745, 6746, 6776—6780 (1217—1218, 1221, 1236, 1237, 1267—1271)). В списках младшего извода ситуация та же. 1273—1283 (6782—6792) — в основном ультрамартовские годы, кроме 6783—6785 (1275—1277) — мартовских.

## Содержание
Для многих средневековых, в том числе византийских и славянских хроник, было характерно начинать историю своего народа со всемирной (библейской) истории. В отличие от них в Новгородской первой летописи речи о библейских событиях нет вовсе.
К числу событий, которые регулярно освещала Новгородская владычная летопись, и, соответственно Новгородская первая летопись, относятся смены князей на новгородском столе, выборы архиепископа и высших городских магистратов (посадника, тысяцкого), возведение церквей и устройство монастырей, военные предприятия с участием новгородцев, экстремальные погодные явления, пожары, эпидемии. Летопись по большей части имеет местный характер, но включает в себя также ряд известий о событиях за пределами Новгорода: взятии Константинополя в ходе Четвёртого крестового похода (под 1204), избиении рязанских князей в 1217 году в селе Исады князем Глебом Владимировичем (1218), битва на Калке 1223 года (под 1224), монголо-татарском нашествии (1238). Предположительно, эти рассказы были записаны в Новгороде на основе устных свидетельств, специально с целью внесения их в летопись. Надёжно устанавливаемые случаи, когда владычные летописцы использовали летописные источники не новгородского происхождения, представлены только несколькими известиями за 1201—1203 годы, восходящими к владимирскому летописанию.

## Влияние
Текст Новгородской владычной летописи неоднократно использовался в новгородском летописании. Он стал одним из основных источников так называемого Новгородско-Софийского свода, в свою очередь послужившего протографом Новгородской четвертой и Софийской первой летописей. Новгородско-Софийский свод вошёл в общерусское летописание XV—XVI веков. Независимо Новгородская владычная летопись отразилась в Тверском летописном сборнике.

## Издания
- Летописец новгородский, начинающийся от 6525 (1017) года и кончающийся 6860 (1352) годом. — М., 1781. — Синодальный список;
  - Издание без изменений повторено в 1819 году;
- Продолжение древней Российской вифлиотики. — Часть II. Содержащая Новгородский летописец. Начинающийся от 946 года и продолжающийся до 1441 года. — СПб., 1786. — Ч. 2. — С. I—IV, 257—712 — Академический список;
- Полное собрание русских летописей. — Т. 3. Новгородские летописи. — 1-e изд. — СПб., 1841. — С. V—IX, 1—114. — Сводный текст по разным спискам с 1016 по 1444 год. С 1016 по 1333 год даётся по Синодальному списку с разночтениями по Академическому и Толстовскому, с 1333 по 1441 год — по Академическому, с 1441 по 1444 год — по Толстовскому;
- Новгородская летопись по Синодальному харатейному списку. — СПб., 1875. — Светопечатное воспроизведение Синодального списка;
- Новгородская летопись по Синодальному харатейному списку. — СПб., 1888. — Сводный текст. Начало летописи, отсутствующее в Синодальном списке, напечатано по Толстовскому и Комиссионному. Далее идёт текст Синодального, после его окончания — текст Комиссионного за 1333—1446 годы, затем — нелетописные статьи Комиссионного;
- Новгородская первая летопись старшего и младшего изводов / АН СССР, Институт истории; отв. ред. М. Н. Тихомиров; под ред. и с предисл. А. Н. Насонова. — М. ; Л. : Издательство АН СССР, 1950 (на сайте ПСРЛ; на сайте Ізборник; на сайте Якова Кротова).
  - Факсимильное переиздание : Полное собрание русских летописей. — М., 2000. — Т. 3 / с предисловием Б. М. Клосса. — Полностью приводятся тексты Синодального и Комиссионного списков (с разночтениями по Академическому и Толстовскому), нелетописные статьи Комиссионного, Троицкий список и фрагменты Воронцовского, отражающие утраченные листы Академического списка;
- Новгородская харатейная летопись / Изд. под наблюд. акад. М. Н. Тихомирова. — М., 1964. — Факсимильное издание Синодального списка, лучше по качеству, чем издание 1875 года;
- Новгородская Первая летопись. Берлинский список. / Предисловие А. В. Майорова. — СПб., 2010. — ISBN 978-5-905011-04-7;
- Частотный словарь: нем. Dietze J. Frequenzwörterbuch zur Synodalhandschrift der Ersten Novgoroder Chronik. Halle (Saale), 1977.

Переводы
Английский:
- Michell R., Forbes N. The Chronicle of Novgorod 1016—1471. Intr. C. Raymond Beazley, A. A. Shakhmatov. London, 1914;
  - 2 ed. New York, 1970;

Датский:
- Den Forste Novgorod-Kronike: Aldste Affattelse / Oversat af K. Rahbek-Schmidt. Kobenhavn, 1964;

Немецкий:
- Die erste Novgoroder Chronik nach ihrer ältesten Redaktion (Synodalhandschrift) 1016—1330/1352: Edition der altrussischen Textes und Faximile der Handschrift im Nachdruck. Von J. Ditze. Leipzig, München, 1971. — Синодальный список по изданиям 1875 и 1950 годов с немецким переводом.

Перевод на современный русский язык отсутствует.